# Aut (NBA)
Ten artykuł opisuje zagadnienie koszykarskie zgodne z normami NBA.
Zasady w ligach FIBA, NCAA lub innych mogą różnić się od tutaj przedstawionych.
Aut – jeden z błędów w koszykówce, określony przepisami NBA.

## Zawodnik na aucie
Uznaje się, że zawodnik znajduje się na aucie, gdy dotyka podłogi lub jakiegokolwiek obiektu znajdującego się na lub poza liniami ograniczającymi boisko. Gdy zawodnik znajduje się w powietrzu, za jego aktualną lokalizację uznaje się miejsce w którym po raz ostatni dotknął podłoża.

## Piłka na aucie
Uznaje się, że piłka znajduje się na aucie, gdy dotyka zawodnika znajdującego się na aucie, inną osobę, podłogę lub dowolny obiekt na, nad lub poza liniami ograniczającymi boisko, albo dotyka tylnej części tablicy kosza. Piłka, która odbija się lub przelatuje bezpośrednio za tablicą kosza w dowolnym kierunku z dowolnego miejsca, jest uznawana, jako piłka znajdująca się na aucie. Uznaje się, że znalezienie się piłki na aucie spowodował ostatni zawodnik, który był w kontakcie z piłką, pod warunkiem, że piłka znalazła się na aucie, z innego powodu, niż kontakt z zawodnikiem. Jeśli piłka znalazła się na aucie w wyniku kontaktu z zawodnikiem, który znajduje się na linii autu lub poza granicami boiska, uznaje się, że tenże zawodnik spowodował znalezienie się piłki na aucie. Jeżeli zawodnik trzyma w ręce piłkę (jego dłoń ma kontakt z piłką), a przeciwnik wybije mu tę piłkę z ręki na aut, drużyna, której zawodnik miał dłoń na piłce, zachowa posiadanie. Kiedy piłka znajdzie się na aucie, a po raz ostatni dotknęli jej jednocześnie zawodnicy dwóch drużyn (z czego obaj znajdują się na boisku lub obaj poza granicami boiska), lub jeśli sędzia ma wątpliwości który zawodnik jako ostatni dotknął piłki, lub gdy sędziowie nie zgadzają się ze sobą co do tego faktu, gra powinna zostać wznowiona poprzez rzut sędziowski z najbliższego koła na boisku. Jeżeli sędziowie mają wątpliwości co do tego, która drużyna jako ostatnia miała kontakt z piłką, wznowienie gry powinno nastąpić poprzez rzut sędziowski w kole środkowym. Jeżeli powyższa sytuacja nastąpiła w dwóch ostatnich minutach czwartej kwarty lub dogrywki, sędziowie mogą użyć nagrania meczu, w celu określenia, która z drużyn jako ostatnia miała kontakt z piłką.
Ingerowanie w piłkę, która znalazła się poza liniami ograniczającymi boisko (aut) przez zawodnika lub trenera jest uznawane jako opóźnianie gry, w wyniku czego drużyna przeciwna dostaje piłkę do wprowadzenia z miejsca autu najbliższego miejsca, w którym doszło do naruszenia przepisu.

## Kontrowersje dotyczące piłki przelatującej za tablicą kosza
Piłka, która przelatuje bezpośrednio za tablicą kosza w dowolnym kierunku z dowolnego miejsca, jest uznawana, jako piłka znajdująca się na aucie. Tablica kosza tworzy za sobą wyimaginowany niekończący się tunel o długości i szerokości tablicy kosza, w którym nie może znaleźć się piłka, gdyż oficjalne przepisy uznają to za aut. Jednak często zawodnicy NBA wykonują rzuty podczas których piłka zdaje się przelatywać przez ten tunel, a mimo to rzuty zostają zaliczone. Problem wynika z faktu, iż często ciężko jednoznacznie stwierdzić, czy piłka wpadła do tego tunelu czy nie.